# Карамитру, Йон
Йон Карамитру при рождении — Йон-Хория-Леонид Карамитру (рум. Ion Caramitru; 9 марта 1942, Бухарест — 5 сентября 2021, там же) — румынский актёр театра и кино, режиссёр, политик, государственный деятель. Министр культуры Румынии (1996—2000). Руководитель Театрального союза Румынии (с 1990). Директор Национального театра в Бухаресте (с 2005).

## Биография
Аромунского происхождения. Окончил в 1964 году Национальный университет театра и кино «И. Л. Караджале». Дебютировал на сцене столичного театра Буландра в 1963 году. Играл в Национальном театре Бухареста и различных других театрах страны.
Исполнял роли в спектаклях Эсхила, Шекспира, Гольдони, Г. Бюхнера, Т. Уильямса, М. Себастьяна и многих других. Сам был режиссёром театральных, оперных и опереттных постановок.
Снимался в кино. Сыграл роли в более чем 30 художественных фильмах.

## Избранная фильмография
- 1964 — Лес повешенных — сын Петре

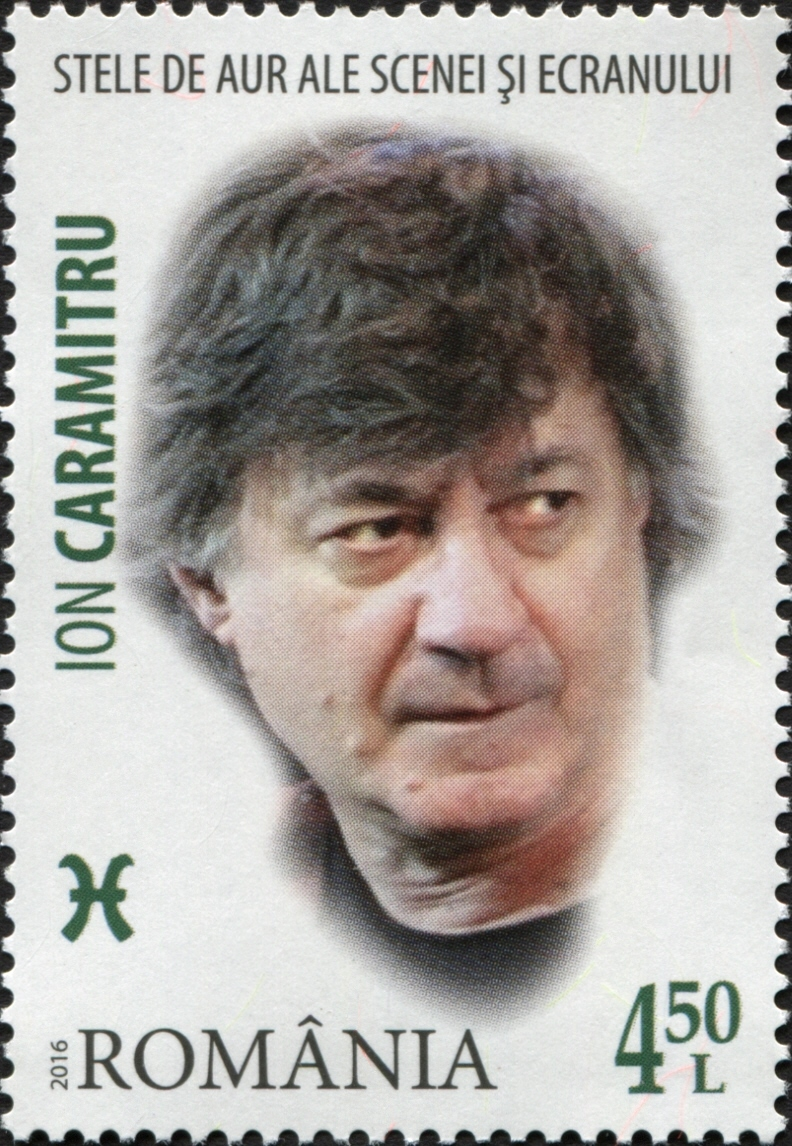
Й. Карамитру на почтовой марке Румынии 2016 г.

- 1964 — Сокровище старого брода — Ион Дохотару
- 1966 — Утро благоразумного человека — Ромаки
- 1971 — Среди зелёных холмов
- 1973 — Какое оно, счастье
- 1974 — «Дуб» — первая необходимость — Вернер фон Рихтер
- 1975 — Дом в полночь — Дину Валентин
- 1975 — Синие ворота города
- 1976 — Роковая коляска — Кодряну, священник
- 1976 — Три дня и три ночи — Павел Дунка
- 1977 — Великий одиночка
- 1977 — Выстрелы при лунном свете — Василаче
- 1978 — Екатерина Теодориу — Мурешан, доктор
- 1978 — Между параллельными зеркалами — Штефан
- 1978 — Перед молчанием — Янку
- 1979 — Воспоминания старого комода
- 1980 — Исследование
- 1981 — Последние цветы художника — Штефан Лукиан
- 1985 — Крушение — Раду Комша, адвокат
- 1985 — Обещания — Раду Костаке
- 1985 — Признание в любви — Сократ
- 1986 — Лицеисты — Сократ, преподаватель философии Михай Гаврилеску
- 1991 — Кафка
- 1995 — Гражданин Икс — Татевский
- 1996 — Миссия невыполнима — Зосимов
- 2002 — Аминь — Фонтана, граф
- 2004 — Адам и Пауль
- 2013 — Опасная иллюзия — Виктор

## Политическая деятельность
Выступал, как противник коммунистического режима во время румынской революции 1989 года. 22 декабря 1989 года, после того как президент Николае Чаушеску покинул Бухарест, Карамитру и известный писатель-диссидент Мирча Динеску присоединились к толпе, занявшей здание Румынского телевидения, став центральным персонажем прямой трансляции Революции, объявив о падении режима Чаушеску. 
Член Фронта национального спасения Румынии. Позже член Христианско-демократической национал-цэрэнистской партии.
В 2006 году во время визита в Молдову Й. Карамитру заявил, что Молдова по-прежнему является частью Румынии, что привело к дипломатическому конфликту между Румынией и Молдовой, и Карамитру был объявлен персоной нон грата в Молдове.

## Награды
- Национальный орден «За заслуги» (Румыния)
- Кавалер ордена Креста Румынского королевского дома
- Кавалер Ордена Звезды Румынии
- Офицер Ордена Британской империи
- Орден Искусств и литературы III степени
- Орден Восходящего солнца
- Почётный гражданин Бухареста (2017)
- Почётный гражданин Плоешти (2006)
- Почётный доктор Ясского университета искусств , Яссы, 2008
- Почётный доктор Академии музыки, театра и изобразительных искусств Кишинева , 2018
- Почётный доктор Университета аудиовизуальных искусств ESRA в Скопье
- Премия журнала Cinema Magazine за лучшее исполнение, 1976
- Премия Ассоциации кинематографистов, 1980
- Специальный приз жюри за исполнение главной роли в фильме «Лучиан» на Национальном кинофестивале в Костинешти, 1984
- Премия за заслуги перед жанром на Международном театральном фестивале «Актёр Европы», Преспа, Северная Македония, 2016